# Bjerget (Lild Sogn)
 For alternative betydninger, se Bjerget. (Se også artikler, som begynder med Bjerget)
Bjerget er en landsby i Han Herred, beliggende 26 km nordøst for Thisted og 19 km vest for Fjerritslev ved sekundærrute 569, som er den gamle landevej mellem de to byer. Landsbyen hører til Thisted Kommune og ligger i Region Nordjylland.
Bjerget er den største bebyggelse i Lild Sogn, og Lild Kirke ligger i landsbyen. 6 km nord for Bjerget ligger Bulbjerg.
På trods af navnet er Bjerget ikke et bjerg i moderne forstand. Alt indenfor bygrænsen ligger mellem 20 til 30 meter over havets overflade. Højeste punkt ligger ca 345 meter nord for byskiltet og kommer lige akkurat over 40 meter over havets overflade. Rastepladsen 200 meter længere nordpå ligger i 35 meter over havets overflade og giver et flot blik mod nord til Bulbjerg og udover Lund fjord mod øst.

## Faciliteter

### Thy Event og naturcenter
Thy Event og naturcenter blev i juni 2020 etableret i den gamle efterskoles lokaler. De profilere sig på fester, overnatning og oplevelser i og omkring Thy. 

## Historie

### Bjergets Kro-kredsen
Bjergets Kro var fra 1849 valgsted for Bjergets Kro-kredsen. Vælgerne måtte dengang møde på kredsens valgsted for at afgive deres stemme. Det kunne være en lang og besværlig rejse, men efter at Thisted-Fjerritslev Jernbane var åbnet i 1904, blev valgstedet i 1905 flyttet til den nye stationsby Frøstrup, og valgkredsen skiftede navn til Frøstrupkredsen.

### Bjerget Efterskole
Bjerget Efterskole var en kristen efterskole, grundlagt i 1976. Den havde plads til 70 elever og havde højest 15 elever i hver klasse. Efterskolen lukkede i 2020.